# Elisabeth von Valois

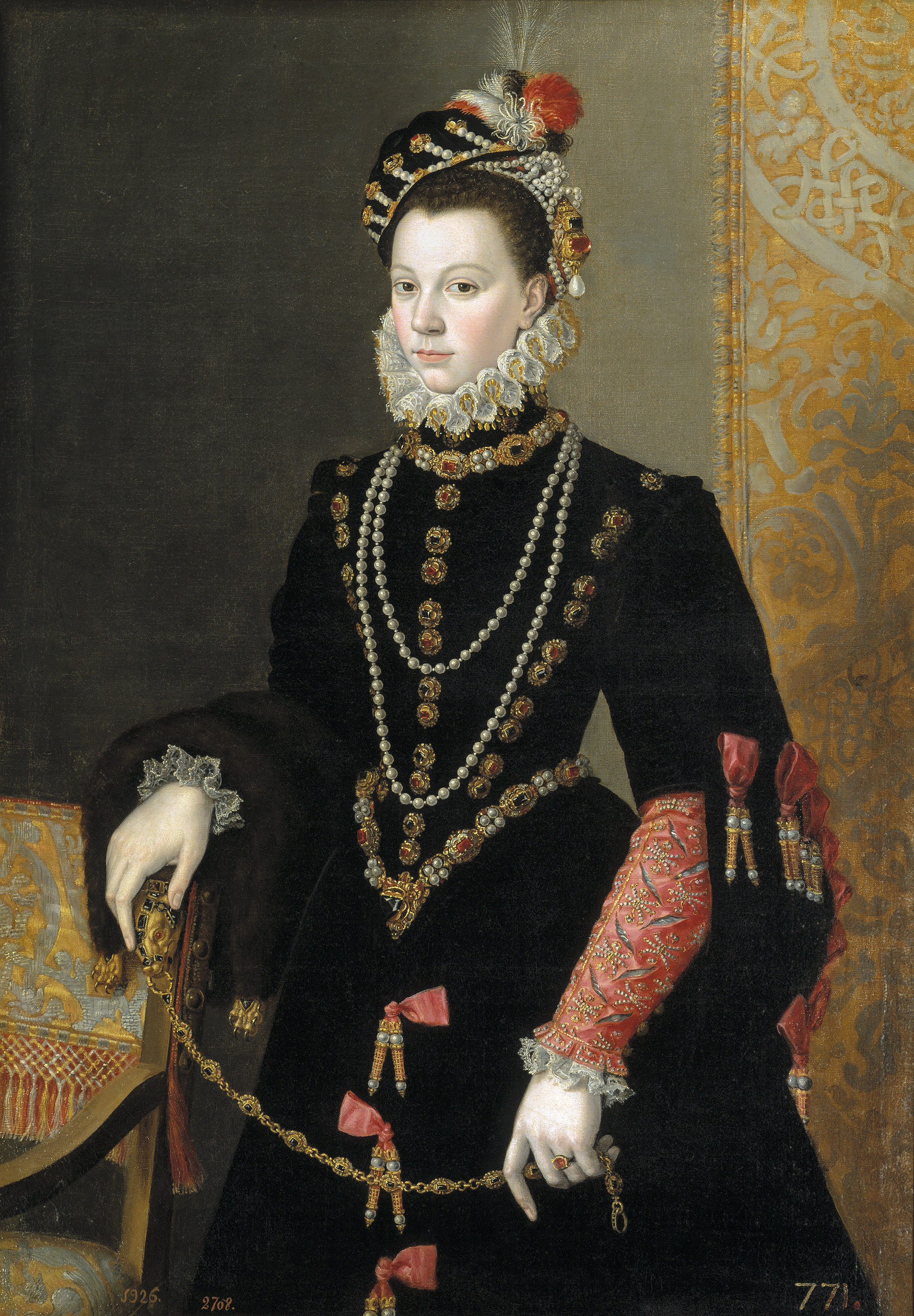
Sofonisba Anguissola, Porträt der Elisabeth von Valois, um 1565

Elisabeth von Valois (französisch Élisabeth de France; spanisch Isabel de Valois; * 2. April 1545 in Fontainebleau; † 3. Oktober 1568 in Aranjuez) war Prinzessin von Frankreich und Königin von Spanien.
Elisabeth von Valois war die älteste Tochter von Heinrich II. von Frankreich aus dem Haus Valois-Angoulême und seiner Gemahlin Caterina de’ Medici. Obwohl sie eigentlich mit dem spanischen Infanten Don Carlos verlobt war, wurde im Rahmen von Friedensverhandlungen zwischen Spanien und Frankreich die Vermählung zwischen der französischen Prinzessin und dem spanischen König Philipp II. beschlossen. Elisabeth von Valois wandelte sich im Laufe ihres kurzen Lebens von einer französischen Prinzessin zu einer spanischen Königin, deren politische Intelligenz, Milde und Schönheit in ganz Europa gerühmt wurden. Elisabeth versuchte, ihre Pflichten als spanische Königin perfekt zu erfüllen. Sie starb bei der Geburt eines Kindes.

## Kindheit & Jugend am französischen Hof
Elisabeth von Valois wurde am 2. April 1545 als erste Tochter von Heinrich II. von Frankreich und seiner Frau Caterina de’ Medici in Fontainebleau geboren. Elisabeths Kindheit war von der unglücklichen Ehe ihrer Eltern überschattet. In dieser Zeit wuchs in der kleinen Prinzessin der Wunsch nach einem harmonischen Ehe- und Familienleben, das sie während ihrer kurzen Ehe mit Philipp II. von Spanien zu realisieren versuchte.

### Ehe der Eltern

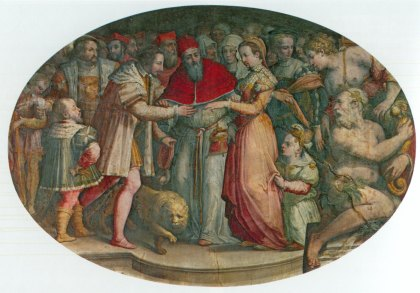
Die Trauung von Caterina de’ Medici und Heinrich II., vollzogen am 28. Oktober 1533 durch Katharinas Großonkel Clemens VII.

Elisabeths Mutter Caterina wurde als einzige Tochter von Herzog Lorenzo von Urbino aus der Familie der Medici und seiner Frau Madeleine de la Tour d’Auvergne am 13. April 1519 im Palast der Medici in Florenz geboren. Katharinas Mutter starb zwei Wochen nach der Geburt der Tochter am 28. April 1519 an den Folgen der schweren Entbindung. Nach dem Tod von Katharinas Vater am 4. Mai 1519 übernahm ihr Großonkel, Papst Clemens VII., die Vormundschaft über seine junge Nichte. 
Er hatte ehrgeizige Pläne mit Katharina und bot sie König Franz I. als Braut für einen seiner Söhne an. Die Medici waren eine italienische Kaufmannsfamilie, die ihren Aufstieg in die europäischen Adelskreise und hohen Kirchenämtern ihrer geschickten Handelstätigkeit zu verdanken hatten. Franz I. willigte schließlich in eine Ehe zwischen Katharina und seinem zweiten Sohn Heinrich ein, weil er sich durch diese Verbindung bessere Kontakte zum Vatikan und Unterstützung im Kampf gegen Spanien erhoffte. Am 18. Oktober 1532 segnete der Papst das blutjunge Paar ein und am 28. Oktober 1533 heirateten die gleichaltrigen Jugendlichen in Marseille.
Katharina von Medici fühlte sich am französischen Hof zunächst nicht wohl, da sie als Ausländerin und unstandesgemäße Kaufmannstochter zahlreichen Demütigungen ausgesetzt war und auch von ihrem jungen Ehemann kaum beachtet wurde. Im Jahre 1536 wurde Heinrich nach dem Tod seines älteren Bruders zum neuen Dauphin von Frankreich und Katharina somit zur Dauphine. Heinrich verliebte sich im selben Jahr nach einer Reihe wechselnder Mätressen unsterblich in die 37-jährige Diane de Poitiers und adelte sie zur Gräfin von Saint-Vallier und später zur Herzogin von Valentinois. Die betrogene Gattin Katharina blieb im Hintergrund und lernte mit der Zeit, sich unterzuordnen und Geduld zu haben. 
Die Ehe von Katharina und Heinrich blieb zehn Jahre lang kinderlos und Heinrich sprach sogar den Wunsch aus, die Ehe für ungültig erklären zu lassen. Katharina versuchte in dieser Zeit mit verschiedenen medizinischen Verfahren und Fruchtbarkeitsmitteln die Kinderlosigkeit zu beenden und wollte sich schließlich schon in ein Kloster zurückziehen, um ihrem Gemahl eine neue Heirat zu ermöglichen. Dies wurde aber von ihrem Schwiegervater untersagt, der die medizinische Betreuung seiner Schwiegertochter noch intensivieren ließ. Die Behandlungen fruchteten erst am 20. Januar 1544, als Katharina dem ersten Kind, dem Thronfolger Franz von Frankreich, das Leben schenkte. Das Kind war klein, schwach und hatte Atmungsprobleme, sodass sein baldiger Tod befürchtet wurde. Katharina fürchtete um das Leben dieses Kindes, an dem ihr ganzes Schicksal hing. Zur großen Erleichterung der Eltern erholte sich der Säugling und Katharina brachte in den folgenden elf Jahren weitere neun Kinder auf die Welt. Drei dieser zehn Nachkommen starben im frühen Kindesalter, sieben blieben am Leben.

## Jugend als zukünftige Königin Spaniens
Elisabeth war das zweite Kind und die erste Tochter ihrer Eltern und wurde gemeinsam mit ihren anderen Geschwistern erzogen. Im Gegensatz zu ihrem älteren Bruder Franz, der ständig unter verschiedenen Krankheiten litt und geistig und körperlich zurückgeblieben war, zeigte die junge Prinzessin schon sehr früh eine schnelle Auffassungsgabe und eine hohe Wissbegier. Zudem entwickelte sich das Mädchen schon sehr bald zu einer schönen und eleganten jungen Frau, die die Aufmerksamkeit ihrer Zeitgenossen erregte.
Elisabeth hatte die schwarzen fülligen Haare, die dunklen Augen und die hohe Intelligenz von ihrer italienischen Mutter geerbt. Anders als ihre Mutter zeigte sie aber mehr Feingefühl und Milde in ihrem Verhalten und neigte zu einer intensiven Frömmigkeit. Katharina entdeckte in ihrer Tochter jene Eigenschaften, die ihr selbst fehlten, und so entstand mit der Zeit eine enge Vertrauensbeziehung zwischen Mutter und Tochter, die auch nach der Vermählung von Elisabeth mit Philipp II. von Spanien in Form eines häufigen Briefwechsels weitergeführt wurde.

Philipp II. von Spanien

Elisabeths Vorzüge blieben auch in den übrigen europäischen Staaten nicht unbemerkt und so trafen schon bald viele Bewerbungen für die Hand der Königstochter am französischen Hofe ein. Frankreich war von den zahlreichen Kriegen gegen Spanien geschwächt, daher beschlossen Heinrich und Katharina ihre Tochter mit dem spanischen Infanten Don Carlos zu vermählen und so die Beziehungen zu Spanien zu festigen. Philipp II. von Spanien löste aber plötzlich die Verlobung zwischen seinem Sohn und Elisabeth nach dem Tode seiner zweiten Frau Maria I. von England im Jahre 1558 und schickte den Herzog von Alba als Brautwerber zu Katharina von Medici. Die französische Königin war zuerst über die neuerliche Wendung überrascht. Sie willigte schließlich aber doch in die Vermählung ihrer Tochter mit dem wesentlich älteren spanischen König ein in der Hoffnung, dass Elisabeth die spanische Politik zugunsten Frankreichs beeinflussen könnte. Wahrscheinlich waren auch Katharina von Medici Gerüchte über die schlechte psychische und physische Verfassung von Don Carlos zu Ohren gekommen, die in Europa bald die Runde machten. Es gibt keine Quellen, die die Gefühle Elisabeths während dieser wechselvollen Zeit beschreiben.
Im Rahmen der Hochzeitsfeierlichkeiten veranstaltete Elisabeths Vater, Heinrich II. von Frankreich, am 20. Juni 1559 ein Turnier. Heinrich war ein begeisterter Turnierreiter und so lieferte er sich an diesem Tag ein Duell mit seinem Freund Gabriel de Montgomery. Die Lanze glitt an der Rüstung ab und bohrte sich in das rechte Auge des Königs. Der König überlebte seine schweren Verletzungen nicht und starb trotz intensivster ärztlicher Behandlung innerhalb weniger Wochen am 10. Juli 1559. Die Hochzeitsfeier, die vom Todeskampf des Brautvaters, Heinrich II. überschattet wurde, fand am 21. Juni 1559 per procurationem in Paris statt. Als Stellvertreter des Bräutigams diente der Herzog von Alba. Der Tod blieb Elisabeth und ihrer Freundin aus Jugendtagen, Maria Stuart, auch weiterhin ein ständiger Begleiter. 
Ein halbes Jahr später verließ Elisabeth Frankreich in Richtung Spanien und traf nach einer beschwerlichen Reise über die Pyrenäen im Palacio del Infantado in Guadalajara das erste Mal auf ihren 18 Jahre älteren Gatten. Philipp II. von Spanien fragte seine junge Frau bei ihrem ersten Zusammentreffen besorgt, ob sie an seinem grauen Haar und seinem Alter Anstoß nehme. Die eigentliche Hochzeit fand schließlich am 2. Februar 1560 in Toledo statt und die französische Prinzessin aus dem Hause Valois wurde nach Maria von Portugal und Maria I. von England die dritte Ehefrau König Philipps II. von Spanien.

## Leben als Königin von Spanien

### Die ersten Ehejahre

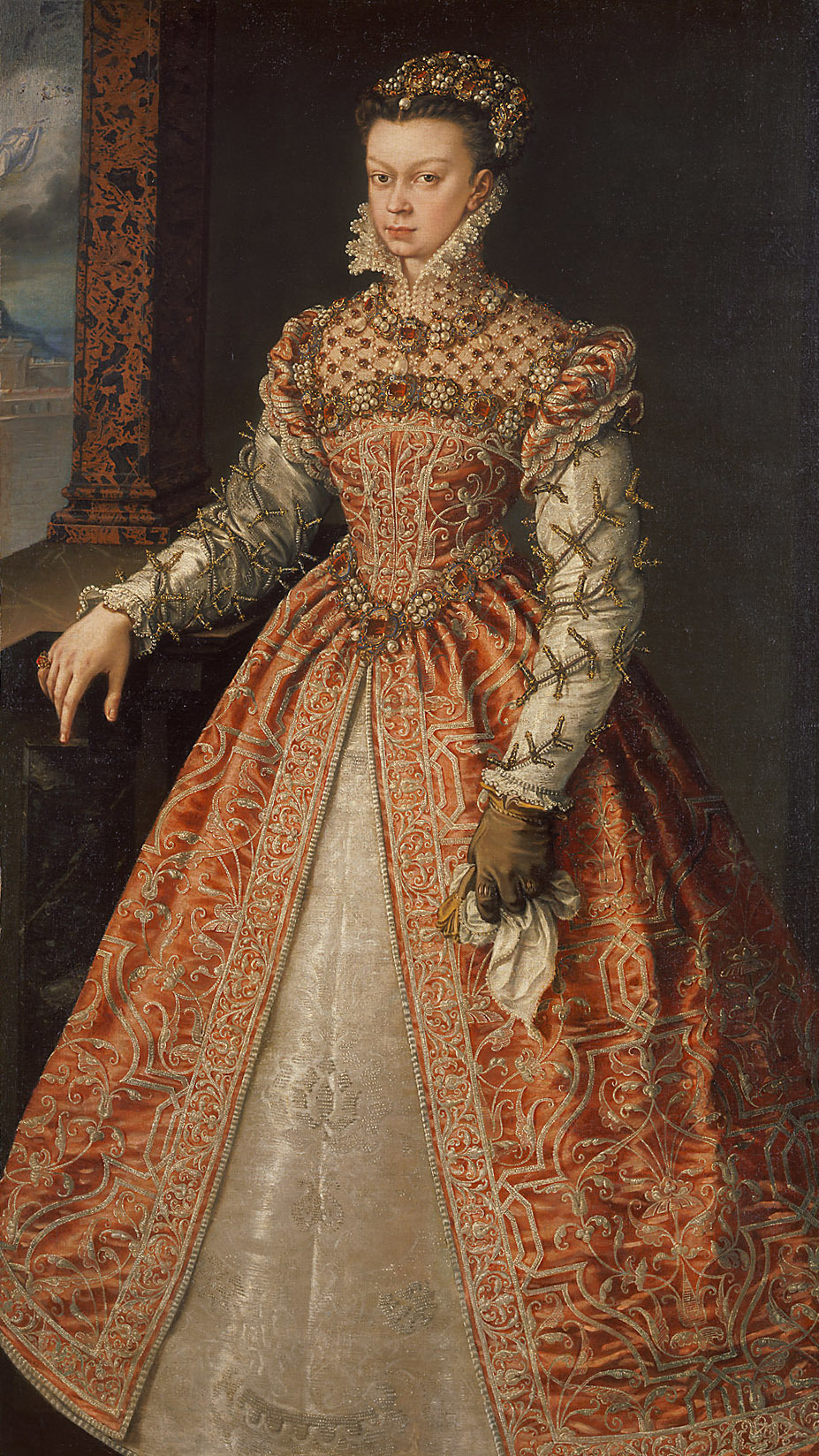
Alonso Sánchez Coello: Elisabeth von Valois, um 1560. KHM Wien

Das spanische Volk nannte die französische Prinzessin Isabel de la Paz, da ihre Vermählung mit König Philipp II. von Spanien den langersehnten Frieden von Cateau-Cambrésis zwischen Spanien und Frankreich besiegelte. Elisabeth war bei ihrer Eheschließung 14 Jahre alt und wurde von ihren Zeitgenossen als strahlende Schönheit gerühmt. Mit ihren dunklen Haaren und Augen, ihrem ebenmäßigen Gesicht, ihrer zierlichen Figur, ihrem hellen Teint, ihrem eleganten Verhalten und ihrer modernen Garderobe gewann sie die Zuneigung ihres königlichen Gatten, der spanischen Höflinge und des gesamten spanischen Volkes.
In ihrer neuen Heimat litt Elisabeth zunächst unter Heimweh und hatte Schwierigkeiten, sich an ihre neue Rolle als Königin von Spanien zu gewöhnen. Schon im Februar des Jahres 1560 erkrankte die junge Königin an den Windpocken und erholte sich nur langsam. Elisabeths geschwächter Körper wurde schließlich Ende des Jahres noch von den Pocken befallen, sodass die Königin die meiste Zeit das Bett hüten musste. Während dieser Zeit wich Philipp II. von Spanien trotz der hohen Ansteckungsgefahr kaum von der Seite seiner Frau und pflegte sie hingebungsvoll. Elisabeth war gerührt von seinem Verhalten und überwand die anfängliche Angst vor ihrem schweigsamen Gatten. In den folgenden Jahren bis zu ihrem frühen Tod wurde sie ihrem Mann eine enge Vertrauensperson, die ihn sogar bei wichtigen politischen Fragen beraten durfte.
Philipp, der von seinen Zeitgenossen als kühl, eiskalt und unnahbar beschrieben wurde, veränderte sich in Gegenwart seiner jungen Gattin in einen fröhlichen und liebevollen Ehemann, der seiner Frau jeden Wunsch von den Augen ablas. Elisabeth versuchte traumatisiert von den Erlebnissen in ihrer Kindheit ein heiles Familienleben aufzubauen und ihrem Ehemann eine treue Gemahlin zu sein. Während der Ehe von Elisabeth und Philipp wurde das starre spanische Hofzeremoniell ein wenig gelockert und die junge Königin erfüllte den düsteren spanischen Hof mit der lockeren französischen Lebensweise und neuesten Mode, die sich von der spanischen Kleidermode unterschied. Obwohl Philipp Elisabeth aufrichtig liebte, stand das Familienleben in seinem Tagesablauf nur an zweiter Stelle. Philipp II. war Monarch mit Leib und Seele und konnte tagelang seine Zeit mit der Planung von Feldzügen und dem Treffen von politischen Entscheidungen verbringen.

### Opferung für den Thronfolger

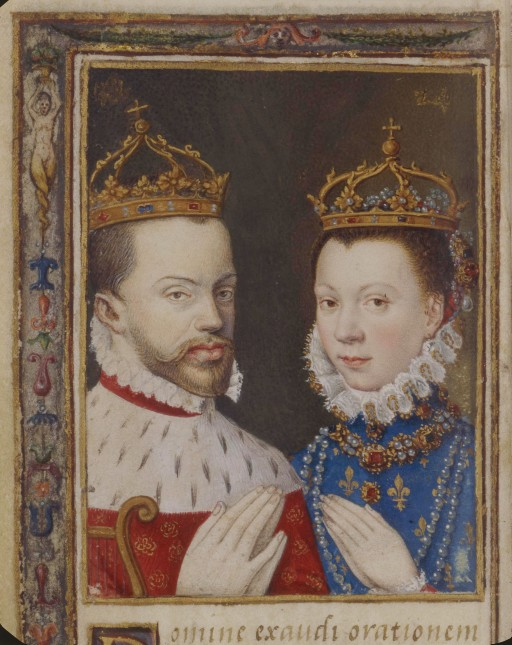
Das spanische Königspaar Philipp II. und Elisabeth von Valois

In den folgenden Jahren trat eine Veränderung im Leben von Elisabeth ein. Sie hatte eine neue Lebensaufgabe gefunden und begann sich in ihrer neuen Rolle als Königin von Spanien wohlzufühlen. Sie unterstützte ihren Mann bei seinen Regierungsgeschäften und wandelte sich mehr und mehr von der jungen französischen Prinzessin zu einer intelligenten, mildtätigen, frommen und mitfühlenden spanischen Königin, der das Wohl des spanischen Volkes ein Anliegen war. Katharina, die sich von der Vermählung zwischen Elisabeth und Philipp II. eine französischfreundliche Politik Spaniens erhofft hatte, war schockiert über die Entwicklung ihrer Tochter und bemerkte in ihren Briefen, dass ihre Tochter Elisabeth sehr spanisch geworden sei.
Elisabeth konzentrierte sich vollends auf ihre Rolle als Ehefrau und Landesmutter und versuchte mit Eifer, ihren Pflichten als Königin nachzukommen. Die wichtigste Aufgabe einer Königin, das Gebären eines Thronfolgers, konnte sie jedoch nicht erfüllen. 
Elisabeth war insgesamt fünfmal schwanger. Ihre erste Schwangerschaft war im Vergleich zu den noch folgenden harmlos: Im April 1560 wurde sie von einem Sohn entbunden, der jedoch bereits nach wenigen Stunden starb. Elisabeth tröstete sich jedoch mit dem Gedanken, noch weitere Kinder bekommen zu können. Im Mai 1564 begann ihre zweite Schwangerschaft und damit auch ein Martyrium, von dem sie erst ihr früher Tod befreien sollte. Im vierten Monat erlitt sie einen gefährlichen Fieberanfall, der von den spanischen Ärzten mit den damals üblichen Purgationen und Aderlässen behandelt wurde. Als Folge dieser ärztlichen Behandlungen erlitt sie eine Fehlgeburt und verlor ihr weibliches Zwillingspärchen. Elisabeth schwebte nach der lebensgefährlichen Fehlgeburt mehrere Tage zwischen Leben und Tod und verlor zeitweise das Bewusstsein. Die vielen Krankheiten und die Qualen der Fehlgeburt hatten ihre Spuren auf Elisabeths Körper hinterlassen. Sie wurde immer blasser und dünner und der ausgezehrte Körper immer schwächer. Trotzdem versuchte sie weiterhin, ihren Mann bezüglich der Regierungsgeschäfte zu beraten.
Im Juni und Juli 1565 kam es in Bayonne zu einer Zusammenkunft Katharinas von Medici und des Herzogs von Alba, an der auch Elisabeth teilnahm. Dabei drängte Alba die französische Königinwitwe zu einem scharfen Vorgehen gegen die Hugenotten, wozu Katharina aber aufgrund ihres Interesses zur Wahrung des innenpolitischen Friedens nicht bereit war. Elisabeth hatte schon so weit die Sichtweise der spanischen Politik übernommen, dass sie bei dem Treffen in größerem Maße den Abgesandten ihres Gemahls als ihre Mutter unterstützte.

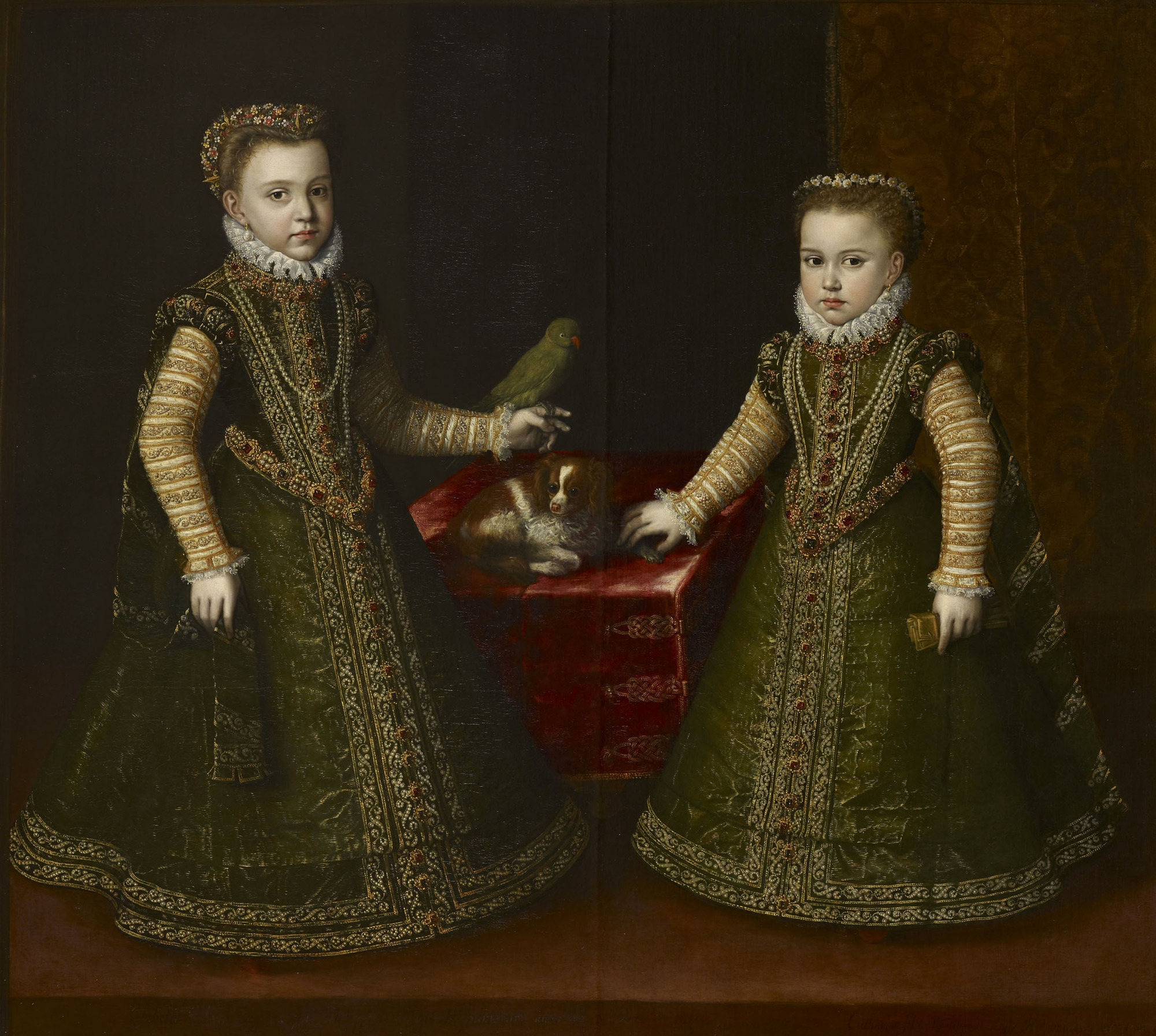
Isabella und Katharina von Spanien, Porträt von Sofonisba Anguissola, 1570

Schon im Ende des Jahres 1565 kündigte sich dann eine erneute Schwangerschaft Elisabeths an, und sie brachte in den folgenden Jahren nach lebensgefährlichen Geburten zwei gesunde Töchter zur Welt. Isabella Clara Eugenia von Spanien wurde 1566 und ihre Schwester Katharina Michaela von Spanien, auch Catalina Micaela genannt, ein Jahr später geboren. Im Zuge einer weiteren Schwangerschaft erkrankte die Königin im Herbst 1568 schwer und erholte sich nicht mehr. Am späten Morgen des 3. Oktober erlitt sie eine Frühgeburt. Das Kind, wieder ein Mädchen, konnte gerade noch vor seinem Tod getauft werden. Elisabeth verlor mehrere Male das Bewusstsein und verschied noch am selben Tag in Anwesenheit von Philipp II. an den Folgen dieser schweren Geburt, ohne ihrem Mann einen männlichen Thronfolger geschenkt zu haben. Elisabeth starb in Aranjuez und wurde im Monasterio de San Lorenzo de El Escorial in Kapelle 9 des Pantheon der Infanten im Ordenskleid der Franziskaner beigesetzt.
Philipp II. von Spanien heiratete im Jahre 1570 aus dynastischen Gründen seine Nichte Anna von Österreich, die ihm am 14. April 1578 den ersehnten Thronfolger Philipp III. von Spanien schenkte. Der spanische Monarch konnte die tiefen Gefühle, die er für seine dritte Frau empfunden hatte, nicht auf seine vierte Frau übertragen und auch keine richtige Beziehung zu seinen Kindern aus der vierten Ehe aufbauen. Seine beiden Töchter Isabella Clara Eugenia und Katharina Michaela von Spanien wurden seine wichtigsten Vertrauenspersonen, die ihn wie auch schon seine verstorbene Frau Elisabeth von Valois bei wichtigen politischen Fragen beraten durften.

## Mythos
Elisabeth soll ein Liebesverhältnis mit ihrem Stiefsohn Don Carlos gehabt haben, was Friedrich Schiller später zu seinem Drama Don Karlos inspirieren sollte bzw. Giuseppe Verdi zur Oper Don Carlo.
Don Carlos war als ältester legitimer Sohn seines Vaters Philipp II. Thronfolger von Spanien. Er galt als körperlich und geistig zurückgeblieben, möglicherweise infolge der nahen Verwandtschaft seiner Eltern. Allerdings gibt es Theorien darüber, dass er sich als Kind bei einem Sturz schwere Hirnschäden zugezogen hätte, die immer wieder unkontrollierte Verhaltensweisen hervorriefen. Carlos galt als launischer, eigenwilliger und kränkelnder Jüngling. So sah sich Philipp gezwungen, seinen Sohn von der Außenwelt streng abgeschirmt zu verbergen. 
Elisabeth verbrachte viel Zeit mit ihrem Stiefsohn und nahm Anteil an seinem traurigen Schicksal. Es entwickelte sich ein enges Vertrauensverhältnis zwischen den gleichaltrigen jungen Leuten. Elisabeth versuchte, zwischen ihrem Mann und Don Carlos zu vermitteln, und während der kurzen Ehe zwischen Philipp und Elisabeth besserte sich die angespannte Beziehung zwischen Vater und Sohn zeitweise. Kurz nach der Geburt ihrer zweiten Tochter wurde sie von der Verhaftung Don Carlos’ überrascht. Die Gefangennahme ihres Stiefsohnes ging ihr so nahe, dass sie sich tagelang in ihren Gemächer einsperrte und weinte. Don Carlos starb gut zwei Monate (24. Juli) vor dem Tod seiner Stiefmutter Elisabeth von Valois (3. Oktober).
Trotz der Spekulationen um eine angebliche Liebesbeziehung zwischen der Stiefmutter und ihrem gleichaltrigen kränkelnden Stiefsohn scheint die Beziehung zwischen den beiden eher auf Mitleid, Freundschaft und Barmherzigkeit basiert zu haben und wurde erst später zu einer Romanze erhoben.

## Nachkommen
- ein Junge, der nur wenige Stunden lebte
- Fehlgeburt eines weiblichen Zwillingspärchens
- Isabella Clara Eugenia von Spanien (1566–1633) ⚭ 1599 Albrecht VII. von Österreich (1559–1621)
- Katharina Michaela von Spanien (1567–1597) ⚭ 1585 Karl Emanuel I. (1562–1630) Herzog von Savoyen
- Frühgeburt eines Mädchens, welches kurz nach seiner Geburt starb